# The Dentist's Daughter
The Dentist's Daughter è un cortometraggio muto del 1909 diretto da Lewin Fitzhamon.

## Trama
Un innamorato va dal dentista fingendo un gran mal di denti. In realtà, è una scusa per introdursi in casa e scappare con la figlia del dottore.

## Produzione
Il film fu prodotto dalla Hepworth.

## Distribuzione
Distribuito dalla Hepworth, il film - un cortometraggio di 91,44 metri - uscì nelle sale cinematografiche britanniche nell'aprile 1909. L'Empire Film Company lo distribuì negli Stati Uniti nel giugno dello stesso anno.
Si conoscono pochi dati del film che, prodotto dalla Hepworth, fu distrutto nel 1924 dallo stesso produttore, Cecil M. Hepworth. Fallito, in gravissime difficoltà finanziarie, il produttore pensò in questo modo di poter almeno recuperare il nitrato d'argento della pellicola.